# Mark Cendrowski
Mark Cendrowski is een Amerikaanse televisieregisseur. Hij is afgestudeerd aan de Universiteit van Michigan en begon in 1983 met regisseren. Hij heeft onder meer gewerkt aan afleveringen van The Big Bang Theory, Still Standing en Yes, Dear.
Ook heeft hij een deel van Wizards of Waverly Place geregisseerd.
- Bibsys: 12056720
- Biblioteca Nacional de España: XX5479364
- Bibliothèque nationale de France: cb150578583 (data)
- Gemeinsame Normdatei: 1034964070
- International Standard Name Identifier: 0000 0001 0753 8098
- Library of Congress Control Number: no2010180284
- Nationale Bibliotheek van Tsjechië: xx0202118
- Nationale Bibliotheek van Israël: 987012384810305171
- Nederlandse Thesaurus van Auteursnamen: 331783320
- Système universitaire de documentation: 173111203
- Virtual International Authority File: 160159830
- WorldCat: E39PBJxGVVrRbKc3Vcxwf8qmh3